# 5938 Keller
5938 Keller eller 1980 FH2 är en asteroid i huvudbältet som upptäcktes den 16 mars 1980 av den svenske astronomen Claes-Ingvar Lagerkvist vid La Silla-observatoriet i Chile. Den är uppkallad efter den tyske fysikern Horst Uwe Keller.